# Bara (gènere)
Bara (薔薇, rosa) és un col·loquialisme per al gènere artístic japonès conegut al Japó com a gay manga (ゲイ漫画) o bé gei komi (ゲイコミ, 'còmics gais'). El gènere se centre en el l'homoerotisme masculí i es crea principalment per a un públic masculí gai. El bara pot variar segons l'argument i estil visual amb personatges masculins, que poden presentar diferents graus de múscul, greix corporal i pèl corporal, semblants a la cultura bear o a la culturista. Tot i que és un gènere típicament pornogràfic, en ocasions també pot contenir material romàntic i autobiogràfic, així com reconèixer les variades reaccions a l'homosexualitat en el Japó actual.
L'ús de bara com a terme paraigua per descriure l'art del còmic japonès gai és, en gran manera, un fenomen no japonès, i el seu ús no és universalment acceptat pels creadors de manga gai. En contextos no japonesos, bara s'utilitza per descriure una àmplia gamma de mitjans eròtics gais d'inspiració japonesa, incloses il·lustracions publicades a les primeres revistes masculines japoneses, fan art occidental i pornografia gai amb actors reals. El bara és diferent del yaoi, un altre gènere japonès centrat en les relacions homoeròtiques entre personatges masculins que històricament ha estat creat per i per a dones.

## Etimologia

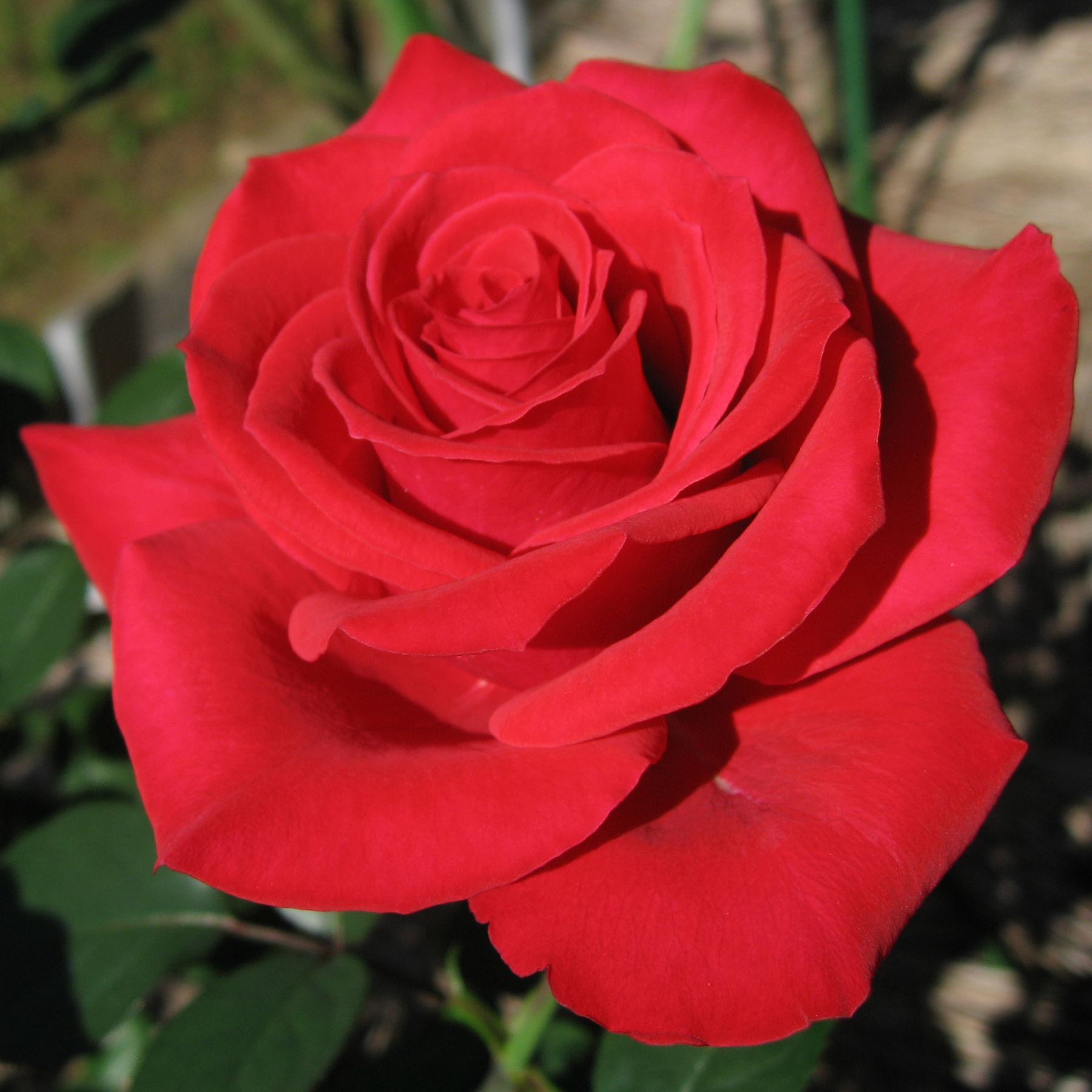
El terme bara es tradueix literalment com " rosa " en japonès, i històricament s'ha utilitzat com a pejoratiu per als homes gais.

El terme bara (薔薇), que es tradueix literalment com a " rosa " en japonès, s'ha utilitzat històricament al Japó com a pejoratiu per als homes gais. A partir de la dècada de 1960, el terme va ser reapropiat pels mitjans gais japonesos, sobretot amb l'antologia de 1961 ja (Ba-ra-kei: Ordeal by Roses), una col·lecció de fotografies seminues de l'escriptor gai Yukio Mishima pel fotògraf Eikoh Hosoe, i, més tard, amb Barazoku (薔薇族, lit. "tribu de la rosa") el 1971, la primera revista gai produïda comercialment a Àsia. El terme Bara-eiga ("pel·lícula de roses") també es va utilitzar a la dècada de 1980 per descriure el cinema gai.
A finals de la dècada de 1980, quan es van començar a formar moviments polítics LGBT al Japó, el terme va quedar en desús, i gei (ゲイ) es va convertir en la nomenclatura preferida per a les persones que experimenten atracció pel mateix sexe. El terme va ser reviscut com a pejoratiu a finals de la dècada de 1990 simultàniament amb l'augment dels fòrums d'Internet i les sales de xat, on els administradors heterosexuals van designar les seccions gai dels seus llocs web com "fòrums de bara" o "xats bara". El terme va ser posteriorment adoptat per usuaris no japonesos d'aquests llocs web, que creien que bara era la designació adequada per a les imatges i obres d'art que es publicaven en aquests fòrums. Des de la dècada de 2000, aquest públic no japonès ha utilitzat bara com a terme paraigua per descriure una gran varietat de mitjans gai japonesos i no japonesos amb homes masculins, com ara fan art occidental, pornografia gai, furry fandom, obres d'art i moltes altres categories.
Aquesta apropiació indeguda del terme bara per part d'un públic no japonès ha estat controvertida entre els creadors de manga gai, molts dels quals han expressat malestar o confusió sobre el terme que s'utilitza per descriure el seu treball. L'artista i historiador Gengoroh Tagame ha descrit bara com "una paraula molt negativa que té connotacions dolentes", tot i que més tard va aclarir que el terme és "convenient per parlar de l'art que està vinculat a personatges que són musculosos, enormes i peluts", i que la seva objecció era l'ús del terme per descriure els creadors de manga gai. L'artista Kumada Poohsuke ha afirmat que, tot i que no troba el terme ofensiu, no descriu la seva obra com a bara perquè associa el terme amb Barazoku, que presentava obres d'art a l'estil bishōnen més que obres d'art d'homes masculins.

## Història

### Context: l'homosexualitat a l'art visual japonès

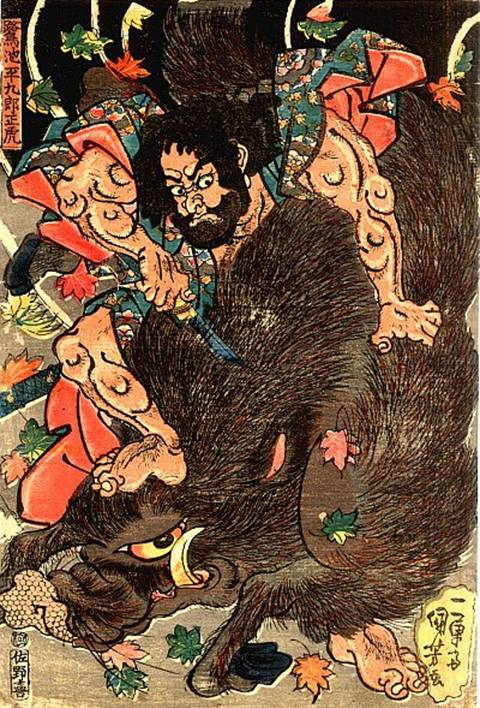
Impressió de musha-e d'Utagawa Kuniyoshi (c. 1834)

Les representacions de l'homosexualitat a l'art visual japonès tenen una història i un context que es remunten al període Muromachi, com es pot veure a Chigo no sōshi (稚児之草子, una col·lecció d'il·lustracions i històries sobre les relacions entre els monjos budistes i els seus acòlits masculins adolescents) i l'art shunga (xilografies eròtiques originàries del període Edo). Si bé aquestes obres representen ostensiblement relacions sexuals entre homes, l'artista i historiador Gengoroh Tagame es pregunta si les pràctiques històriques de sodomia i pederastia representades en aquestes obres es poden considerar anàlogues a les concepcions modernes de la identitat gai, i per tant, part de la tradició artística a la qual pertany l'art japonès eròtic gai contemporani. En canvi, Tagame considera que el musha-e (imatges de guerrers) és un precursor més directe dels estils artístics comuns al manga gai: a diferència de la shunga pederàstica, tant el manga gai com el musha-e retraten homes masculins amb músculs desenvolupats i pèl corporal gruixut, sovint en escenaris cruels o violents.

### 1960: primeres revistes eròtiques
Tot i que les obres d'art eròtiques van ser un dels principals elements de les primeres publicacions periòdiques japoneses gais, sobretot la revista de circulació privada de 1952 ja (Adonis), l'art eròtic gai contemporani com a mitjà de comunicació al Japó remunta els seus orígens a la revista fetitxista ja (Fuzokukitan). Publicada entre 1960 i 1974, Fuzokukitan incloïa contingut gai juntament amb contingut heterosexual i lèsbic, així com articles sobre l'homosexualitat. Els primers artistes eròtics gais Tatsuji Okawa, Sanshi Funayama, Go Mishima i Go Hirano van fer el seu debut a la revista, juntament amb reproduccions no autoritzades d'il·lustracions d'artistes occidentals gais com George Quaintance i Tom of Finland. Bara, la primera revista japonesa dirigida específicament a un públic masculí gai, es va publicar el 1964 com a revista només per a membres i de circulació reduïda.
L'art eròtic gai d'aquest període representa típicament el que Tagame descriu com a "bellesa masculina foscament espiritual", posant l'accent en una sensació de dolor i sentimentalisme. Els homes del "món homosocial tradicional del Japó", com els samurais i els yakuza, hi apareixen amb freqüència. La fotografia homoeròtica de Tamotsu Yatō i Kuro Haga va servir com una influència significativa en l'onada inicial d'artistes gais que va sorgir en la dècada de 1960, amb molt poca influència occidental en aquests primers treballs.

### Anys 1970 i 1980: comercialització de gènere
Les revistes eròtiques dirigides específicament a un públic masculí gai van proliferar a la dècada de 1970, primer Barazoku el 1971, seguit d'Adon i Sabu el 1974, que van provocar la decadència de revistes fetitxistes generals com Fuzokukitan. Aquestes noves revistes presentaven manga gai com a part del seu material editorial. Les primeres serialitzacions notables inclouen Gokigenyō (ごきげん曜, "How Are You") de Yamaguchi Masaji (山口正児) a Barazoku, i Tough Guy (タフガイ) i Make Up (メイクアップ) de Kaidō Jin (海藤仁) a Adon. L'èxit comercial d'aquestes revistes va donar lloc a la creació de publicacions spin-off centrats en fotografia i il·lustracions: Barazoku va llançar Seinen-gahō (青年画報, "Notícies il·lustrades per a homes joves") mentre que Sabu va llançar Aitsu (あいつ, "Aquest home") i Sabu Special. Més notable entre aquests spin-offs va ser Barakomi (バラコミ), un número suplementari de 1986 de Barazoku que va ser la primera revista que va publicar manga exclusivament gai.
A la dècada de 1980, les revistes d'estil de vida gais que publicaven articles sobre cultura gai juntament amb material eròtic havien crescut en popularitat: The Gay va ser llançat pel fotògraf Ken Tōgō, MLMW es va publicar com un spin-off d'estil de vida d'Adon, i Samson va sorgir com a revista d'estil de vida el 1982 abans de passar posteriorment al contingut centrat en el fetitxisme gras. La majoria dels editors van tancar les seves publicacions derivades i complementàries a finals de la dècada, encara que les revistes gais van continuar publicant obres d'art i mangues gais.
Els artistes que van sorgir durant aquest període, en particular Sadao Hasegawa, Ben Kimura, Rune Naito i George Takeuchi, van variar molt en estil i material temàtic. No obstant això, la seva obra estava unida per un to generalment menys trist que el dels artistes sorgits als anys seixanta, una tendència que Tagame atribueix a la disminució gradual de la creença que l'homosexualitat era vergonyosa o anormal. El seu treball també va ser més obertament influenciat per la cultura gai nord-americana i europea en el seu material temàtic, amb esportistes, suspensors i peces de cuir que apareixien amb més freqüència que els yakuza i els samurais. Tagame atribueix aquest canvi a l'augment de l'accés de la pornografia gai nord-americana per utilitzar-la com a material de referència i inspiració, i el creixement de la popularitat del manga esportiu, que posava èmfasi en temes de l'atletisme i la masculinitat.

### 1990:G-meni canvis estètics

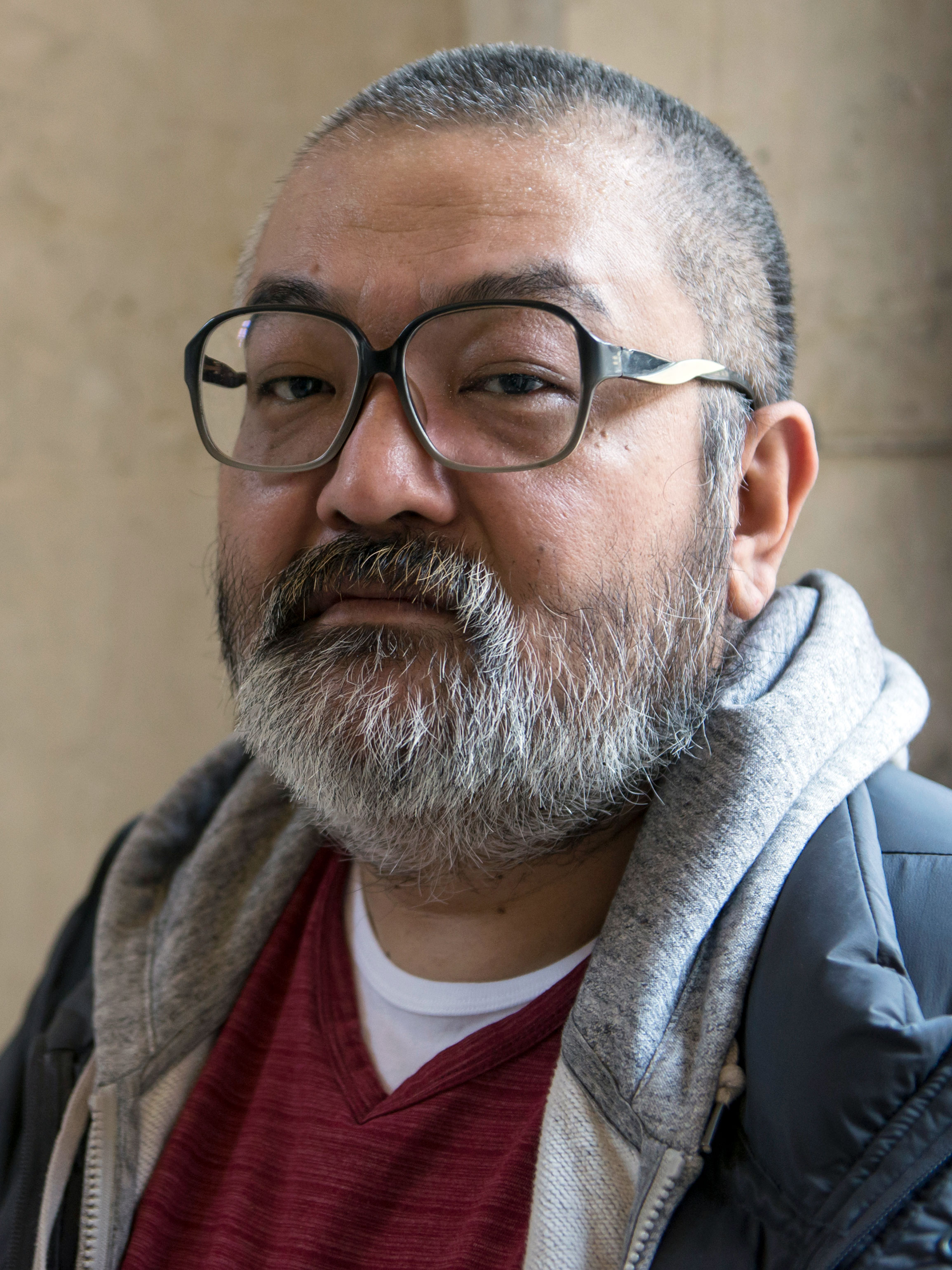
Gengoroh Tagame, el manga G-men del qual va canviar l'estètica del manga gai cap als homes masculins.

La tendència cap a l'edició centrada en l'estil de vida va continuar durant la dècada de 1990, amb la fundació de les revistes Badi ("Buddy") el 1994 i G-men el 1995. Ambdues revistes van incloure cobertura editorial sobre l'orgull gai, la cultura de club i temes relacionats amb el VIH / sida, juntament amb el manga gai i altres continguts eròtics. G-men va ser cofundat per Gengoroh Tagame, que va debutar com a artista de manga gai el 1987 escrivint manga per a Sabu, i que es convertiria en el creador més influent del mitjà.
G-men va formar part d'un esforç concertat de Tagame per "canviar l'statu quo de les revistes gai" lluny de l'estètica dels bishōnen —nois i homes joves delicats i andrògins que eren populars als mitjans gai en aquell moment— i cap a les representacions d'homes masculins amb les quals ara s'associa el manga gai. L'estètica "de tipus ós " iniciada pel manga de Tagame a G-men va provocar un canvi estilístic important a Shinjuku Ni-chōme, el barri gai de Tòquio. Després de la publicació de G-men, l'estil afaitat "esvelt i llis" popular entre els homosexuals va ser reemplaçat per "rosolls, barbes i bigotis […] extremadament curt es va convertir en l'estil de cabell més comú i el cos ampli i musculós, aviat va evolucionar fins a convertir-se en gras i totalment gras, estils que es van posar molt de moda".
La cultura del manga va influir significativament en les obres d'art eròtiques gai durant aquest període, i el manga gai va ocupar un lloc central en el material editorial tant de Badi com de G-men. G-men, en particular, va servir com a incubadora per al talent emergent del manga gai, llançant les carreres d'artistes com Jiraiya. La revista també va encoratjar un lector constant mitjançant la publicació d'històries en sèrie, la qual cosa va fomentar la compra de cada número. Per contra, Adon va eliminar completament el material pornogràfic de la revista; el moviment no va tenir èxit i la revista va tancar el 1996.

### Anys 2000 – present: la decadència de les revistes i l'auge de la "bara"
Les revistes gais van disminuir significativament en popularitat a principis dels anys 2000, ja que les seccions d'anuncis personals que van impulsar les vendes de moltes d'aquestes revistes van ser suplantades per clubs telefònics i, posteriorment, per cites en línia. Gairebé totes les principals revistes gais van tancar en les dues dècades posteriors: Sabu el 2001, Barazoku el 2004, G-men el 2016, i Badi el 2019. A 2021, només Samson continua actiu. A mesura que les revistes van disminuir, van sorgir nous tipus d'art gai en contextos completament separats de les revistes gai. Els pamflets i fulletons per a esdeveniments gais i campanyes educatives al Japó van començar a incloure obres d'art vectorials que, tot i que no són obertament pornogràfiques, es basaven en el manga gai en estil i forma. Les exposicions d'art també es van convertir en una àrea d'expressió, a mesura que sorgien nous espais per acollir l'exposició d'obres d'art eròtic gai. Amb la manca d'alternatives importants d'impressió viables, molts artistes de manga gai van començar a autopublicar les seves obres com dōjinshi (cómics autopublicats). Artistes de manga gai com Gai Mizuki van sorgir com a creadors prolífics de dōjinshi, creant obres derivades slash basades en propietats mediàtiques com Attack on Titan i Fate Zero.
A partir de la dècada del 2000, el manga gai va començar a atraure un públic internacional mitjançant la circulació d'obres d'art pirates i escanejades. Una exploració de la tècnica Kuso Miso, un one-shot de Junichi Yamakawa publicat originalment a Bara-Komi, es va fer famós com a meme d'Internet. Bara va sorgir entre aquest públic internacional com un terme per distingir l'art eròtic gai creat per homes gai per a un públic masculí gai del yaoi, o art eròtic gai creat per i per a dones. La circulació d'aquestes obres en línia va provocar la formació d'un fandom bara internacional, i l'aparició d'artistes eròtics gai no japonesos que van començar a dibuixar en un " estil bara " influenciat per l'art eròtic japonès. Aquest període també va veure l'augment de la popularitat del kemono (ケモノ, "homes bèstia", o personatges antropomòrfics anàlegs a la subcultura furry occidental) com a subjectes del manga gai, una tendència que Tagame atribueix a les aparicions d'aquest tipus de personatges en videojocs i anime.

## Conceptes i temes

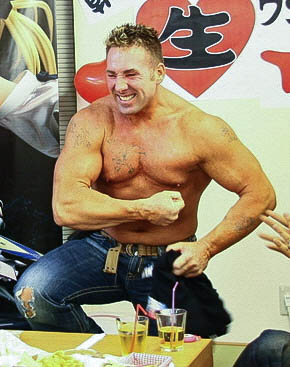
El manga gai sovint inclou homes masculins amb diferents graus de múscul, greix corporal i pèl corporal. Aquí, un home musculós sense abdominals definits proporciona un exemple típic d'un tipus de cos gachimuchi.

El manga gai normalment es classifica en funció de la forma del cos dels personatges representats; Les designacions comunes inclouen gacchiri (ガッチリ, "muscular"), gachimuchi (ガチムチ, "musculat-curvy" or "musculat-chubby") gachidebu (ガチデブ, "musculat-gras") "), i debu (デブ, "gras"). Mentre que l'auge de les antologies de còmics ha promogut històries més llargues i serialitzades, la majoria de les històries de manga gai són one-shots. El BDSM i el sexe no consentit són temes comuns al manga gai, així com les històries basades en relacions estructurades al voltant de l'edat, l'estatus o la dinàmica de poder. Sovint, el personatge major o més gran utilitza el personatge més jove o subordinat amb finalitats sexuals, tot i que algunes històries de manga gai subverteixen aquesta dinàmica i mostren un home més jove, físicament més petit, sovint de coll blanc com la parella sexual dominant d'un home més gran, sovint de coll blau. Igual que amb el yaoi, el fons del manga gai sovint es representa com a tímid, reticent o insegur de la seva sexualitat. En conseqüència, gran part de les crítiques al yaoi (la misogínia, l'atenció a la violació, l'absència d'una identitat gai a l'estil occidental) s'aplica de manera similar al manga gai.
La majoria de les històries de manga gai són pornogràfiques, sovint se centren en el sexe amb l'exclusió de la trama i el desenvolupament del personatge. Tot i que algunes històries de manga gai inclouen representacions realistes de la vida dels homes gais, tractant temes com ara el sortir de l'armari, l'orgull gai i el matrimoni entre persones del mateix sexe, el sexe i la sexualitat són sovint l'enfocament principal. No obstant això, algunes històries de manga gai exploren temes romàntics, autobiogràfics i dramàtics, i eviten completament les representacions del sexe. Un exemple notable de manga gai no eròtic és My Brother's Husband, el primer manga per a totes les edats de Gengoroh Tagame, que se centra en temes de l'homofòbia, la diferència cultural i la família.

## Mitjans de comunicació

### Publicacions japoneses
Fins a principis dels anys 2000, el manga gai es publicava exclusivament a revistes d'interès general gai. Aquestes revistes normalment publicaven one-shots (històries d'un sol capítol) de 8 a 24 pàgines, encara que algunes revistes, sobretot G-men, publicaven històries en sèrie. Es van fer diversos intents de crear publicacions dedicades exclusivament al manga gai abans de la dècada de 2000, en particular Bara-Komi el 1986 i P-Nuts el 1996, encara que cap d'elles no va tenir èxit comercial.
El 2002, l'editor de yaoi Kosai Comics (光彩コミックス) va publicar l'antologia de manga Kinniku-Otoko (筋肉男, "Muscleman"), una antologia trimestral que incloia el que l'editor va anomenar "muscle BL" dirigida a un públic transversal de lectors de manga yaoi i gai. Molts dels col·laboradors de Kinniku-Otoko van començar la seva carrera de manga com a creadors de dōjinshi, i la majoria eren dones. Amb el temps, Kinniku-Otoko va arribar a incloure artistes masculins gais, especialment l'artista de manga gai Takeshi Matsu, que va debutar com a artista eròtic a l'antologia.
El 2004, l'empresa matriu de G-men, Furukawa Shobu, va publicar un parell d'antologies de manga dirigides als homes gai, Bakudan (publicat trimestralment) i Gekidan (publicat bimensualment). Els títols individuals d'aquestes antologies es van recollir en tankōbon, impreses per Bakudan Comics. El 2006, l'editorial de yaoi Aqua Comics (segellld'Oakla Publishing) va començar a publicar les antologies de manga "men's love" (ML メンズラブ, menzu rabu) Nikutai Ha (Muscle Aqua), Oaks i G's Comics . Quan es recullen en tankōbon, aquests manga es publiquen amb el mateix segell que els llibres de yaoi d' Aqua i porten el mateix estil comercial. Des del llançament de The Dangerous Games of Dr. Makumakuran de Takeshi Matsu el 2015, Aqua no ha publicat cap títol de manga gai addicional.

### Edició estrangera
Molts editors japonesos i creadors de manga gai busquen activament lectors estrangers, encara que en lloc de traduccions oficials amb llicència, el manga gai sovint és piratejat i escanejat a l'anglès. El 2008, l'editorial espanyola La Cúpula va publicar una antologia d'obres de Jiraiya i manga de Gengoroh Tagame el 2010. El 2011, la revista gai mexicana Anal Magazine va publicar dibuixos de Gengoroh Tagame en el seu segon número. Les obres de Gengoroh Tagame també han estat traduïdes al francès per H&O éditions.
El primer manga gai que va rebre una traducció a l'anglès amb llicència oficial va ser Standing Ovations, un one-shot de Gengoroh Tagame publicat a l'antologia nord-americana de còmics eròtics Thickness (2011-2012). El 2012, Digital Manga va publicar una traducció a l'anglès de Reibun Ike's Hide and Seek, una sèrie d'amor per a homes publicada originalment per Aqua Comics.De 2014 a 2016, l'editorial de llibres alemanya Bruno Gmünder Verlag va publicar obres de Tagame, Takeshi Matsu i Mentaiko Itto en anglès sota el seu segell "Bruno Gmünder Gay Manga"

### Altres mitjans
A diferència del hentai i el yaoi, que adapten regularment del manga a les animacions de vídeo originals (OVA) i les sèries animades en curs, no hi ha hagut adaptacions d'anime del manga gai. Això es pot deure als importants costos financers associats a la producció d'animació en relació amb el nínxol d' audiència del manga gai, així com a l'absència de revistes de manga gai que produeixin contingut serialitzat que es prestaria a una adaptació episòdica. Malgrat això, l'augment de la presència de cossos masculins objectivats com a fan service a l'anime a partir de la dècada de 2010 s'ha citat com un exemple de la influència del manga gai en l'anime convencional, com en sèries com All Out!!, Free!, i Golden Kamuy .

## Comparació amb elyaoi

### Distinció delyaoi
El Yaoi (やおい, also known as boys' love or BL) és un altre gènere manga que se centra en el romanç i sexe gai. El gènere és una categoria diferent del manga gai, els orígens del qual es remunten al manga shojo dels anys 1970 inspirat per Barazoku i el cinema europeu. El yaoi, històriacament, ha estat un gènere creat per dones i dirigit principalment a un públic femení, amb un tipus d'il·lustració típicament bishōnen que sovint no s'autoidentifica com a gai o bisexual. El gènere sovint s'emmarca com a un tipus de ficció d'evasió, representant un sexe lliure de les trampes patriarcals de la pornografia heterosexual. Per tant, el yaoi es pot entendre com un fenomen principalment feminista, mentre que el manga gai és una expressió de la identitat masculina gai. El manga gai no té com a objectiu recrear rols heteronormatius de gènere, com fa yaoi amb les dinàmiques seme i uke.

### Crossover amb elyaoi
A principis de la dècada del 2000 es va observar un cert grau de superposició entre el manga yaoi i gai a les publicacions de temàtica BDSM. La revista d'antologia yaoi Zettai Reido (絶対零度) comptava amb diversos col·laboradors masculins." mentre que diverses autores yaoi van contribuir amb històries a antologies de manga gai de temàtica BDSM o números especials, ocasionalment sota pseudònim masculí. Al mateix temps, diversos editors yaoi van encarregar obres en que apareguéssin representats homes molt masculins, dirigits a un públic dtant de manga gai com yaoi. Gengoroh Tagame sosté que aquestes publicacions crossover representen el moviment del yaoi lluny de l'esteticisme i cap a la comercialització de la sexualitat masculina-masculina per a un mercat femení.
A finals de la dècada de 2010 i en endavant, ha augmentat la popularitat dels homes masculins al yaoi, amb un èmfasi creixent en les històries amb cossos més grans i musculosos, personatges més grans i personatges seme i uke de mides físicament comparables. Una enquesta del 2017 de l'editor de Yaoi Juné Manga considerava que, tot i que més del 80% dels seus lectors abans preferia exclusivament els tipus de cos bishōnen, ara el 65% gaudeixen tant dels tipus de cos bishōnen com dels models més musculosos. Els crítics i comentaristes han assenyalat que aquest canvi de preferències entre els lectors de yaoi i la posterior creació d'obres que presenten característiques tant del manga yaoi com del gai, representa una difuminació de les distincions entre els gèneres. L'antropòleg Thomas Baudinette assenyala en el seu treball de camp que els homes gais al Japó "no van veure la necessitat de dissociar bruscament el BL (boys love) del gei komi quan parlaven del seu consum de 'mitjans gai'".